# Párlófű
A párlófű (Agrimonia) a rózsafélék (Rosaceae) családjába tartozó  nemzetség. Virágzatuk sárga szirmú virágok alkotta füzér, csészeleveleik alatt horgas csúcsú serték vannak. Az érett terméseket vadállatok terjesztik, melyeknek szőrébe a serték beleakadnak. Évelők.

## Kárpát-medencei elterjedése
Magyarországon két faja él, a közönséges párlófű (Agrimonia eupatoria) és a szagos párlófű (Agrimonia procera).